# Terrebasse
Terrebasse – miejscowość i gmina we Francji, w regionie Oksytania, w departamencie Górna Garonna.
Według danych na rok 1990 gminę zamieszkiwało 111 osób, a gęstość zaludnienia wynosiła 12 osób/km² (wśród 3020 gmin regionu Midi-Pireneje Terrebasse plasuje się na 952. miejscu pod względem liczby ludności, natomiast pod względem powierzchni na miejscu 1147.).